# Dendrocalamus membranaceus
Dendrocalamus membranaceus är en gräsart som beskrevs av William Munro. Dendrocalamus membranaceus ingår i släktet Dendrocalamus och familjen gräs. Inga underarter finns listade i Catalogue of Life.